# Е-консалтинг
«Е-Консалтинг» — українська ІТ-компанія, що займається розробкою програмного забезпечення (ПЗ) для автоматизації бізнес-процесів із застосуванням CRM-систем, контакт-центрів, порталів і мобільних додатків для корпоративного, малого та середнього бізнесу.
Компанія «Е-Консалтинг» є прямим партнером корпорації Microsoft (Direct CSP Partner of Microsoft). Як авторизований партнер, виступає в ролі консультанта по передплатам, надає консультації з питань придбання, підтримки і технічних питань, пов'язаних з підпискою на онлайн-сервіси Microsoft. Серед досягнень компанії є статус «Золотий партнер Microsoft».
Послуги компанії сертифіковано за міжнародним стандартом якості ISO 9001 та його українським аналогом ДСТУ 9001.

## Діяльність
Компанія «Е-Консалтинг» допомагає компаніям впроваджувати CRM‑системи і вибудовувати бізнес‑процеси. 
1. Галузеві CRM-рішення: Розробка персоналізованих CRM-систем під потреби бізнесу.
2. Бізнес-консалтинг: Проведення діагностики бізнес-процесів. Навчання по роботі з CRM-системою Microsoft Dynamics 365.
3. Ліцензії на продукти Microsoft: Допомога у виборі і придбанні ліцензій на будь-який продукт Microsoft (Dynamics 365, Azure, Microsoft 365, OneDrive, Power BI, SharePoint).
4. Ліцензії на продукти TeamViwer: Допомога у виборі і придбанні ліцензій на продукти TeamViewer в 10 країнах: Україна, Білорусь, Вірменія, Азербайджан, Грузія, Молдова, Казахстан, Киргизстан, Узбекистан, Таджикистан.
5. Технічна підтримка: Експлуатаційна підтримка, обслуговування та супровід функціонування складних CRM-комплексів та контактних центрів.
6. Послуги: Послуги з інтеграції систем, переносу даних, обробці масивів, побудові порталів та мобільних додатків.
Компанія володіє значними ресурсами для забезпечення якісного супроводу і підтримки впроваджених систем і має налагоджену методику і багаторічний досвід у даній області.

## Основні продукти компанії
Основний напрям діяльності компанії — розробка та оновлення CRM та XRM®-систем.
- XRM® Banking® [Архівовано 17 вересня 2021 у Wayback Machine.] — комплексне CRM-рішення для банківської галузі, побудоване на платформі Microsoft Dynamics 365. Виступає потужним інструментом для побудови довгострокових відносин з клієнтами.
- XRM® Contact Center [Архівовано 17 вересня 2021 у Wayback Machine.] — це комплексний контактний центр, інтегрований з Dynamics 365. Забезпечує омніканальну комунікацію, включаючи в себе єдине вікно для всіх каналів зв'язку, автоматизовану обробку, IVR та вбудований чат-бот.
- XRM® Loyalty — комплексне CRM-рішення для ритейлу, побудоване на платформі Microsoft Dynamics 365. Дозволяє реалізувати будь-яку механіку, відому в сучасній практиці програм лояльності.
- XRM® Delivery [Архівовано 17 вересня 2021 у Wayback Machine.] — CRM-рішення, що допомагає транспортно-поштовим компаніям управляти прийомом, маршрутизацією і доставкою вантажів.
- XRM® Autodealer — автоматизована система для управління продажами і покращення обслуговування клієнтів автомобільного бізнесу.
- XRM® B2B Sales — комплексне CRM-рішення для управління B2B продажами.

## Історія
- 26 квітня 2001 — засновано дочірнє підприємство «Еверест консалтинг», яке почало надавати послуги з системної інтеграції на ІТ-ринку. Посаду президента компанії зайняв Андрій Безгубенко[1][2].
- 30 липня 2004 — «Еверест консалтинг» змінює назву на «Е-Консалтинг» та виходить зі складу компанії «Еверест».
- 2006 — укладено угоду з «Microsoft». Отримана компетенція Microsoft Business Solution, яка дає право продавати ліцензії Microsoft Dynamics CRM, Navision, Axapta.
- 2007 — патент на використанням знаку XRM® на території України.
- 2008 — формування системи XRM® Loyalty починається з впровадження окремих функціональних модулів в проектах Benish Ukraine (для організації білінгу) і подальшим розвитком функціональності управління програмами лояльності в проектах для ТРЦ Skymall і в мережі IMAX.
- 2009 — статус «Central and Eastern Europe Microsoft Dynamics Financial Services Partner of the Year».
- 2011 — вийшла на ринок IPO на варшавську фондову біржу.[3]
- 2011 — на щорічній церемонії нагородження премій Microsoft Partner Program Awards компанія «Е-Консалтинг» перемогла в номінаціях «Партнер року» у зв'язку з просуванням управлінських рішень у державному секторі, а також «Партнер року» за показниками об’ємів продажу ліцензій Microsoft Dynamics CRM.[4]
- 2012 — стає переможцем I Міжнародного конкурсу «Лідер по впровадженню інноваційних технологій та рішень для сучасного бізнесу — 2013» у номінації «Лідер в проектуванні контакт-центрів і CRM-систем для банків». Організатором змагань виступили видавництво «КБС-Издат» та журнал «БанкирЪ».[5]
- 2013 — здобула номінацію «Найкраще CRM-рішення 2012» в конкурсі Microsoft Ukraine.
- 2013 — стала першою компанією в Україні, що підтвердила високу якість розробленого власного рішення успішним проходженням процедури міжнародної сертифікації на сумісність з продуктами Microsoft, яку проводила Lionbridge. Сертифікацію пройшли наступні CRM-рішення від «Е-Консалтинг»: XRM® B2B Sales, XRM® Loyalty.
- 2014 — в рамках програми популяризації безготівкових розрахунків з використанням платіжних карт побудована система мультиканальної реєстрації учасників, обліку винагород і аналізу поведінки клієнтів в рамках програми лояльності в Ощадному Банку України.
- 2015 — За підсумками тендеру рішення XRM® Banking® визнано кращим для автоматизації процесів роздрібного обслуговування бізнесу в умовах злиття трьох банків — Альянс, Темірбанк і ForteBank.
- 2015 — система XRM® Loyalty впроваджувалася в торгових мережах Carlo Pazolini і Zarina. В рамках даних проектів вдалося побудувати комбіновані дисконтно-бонусні програми лояльності, реалізувати систему індивідуального обслуговування клієнтів.
- 2017 — запуск масштабних робіт в Київському ЦУМі. XRM® Loyalty об'єднала 300 000 клієнтських карток програми лояльності в одній системі, що отримала назву «Єдина карта ЦУМ». Її застосування дозволило в перший рік після впровадження підняти показники RFM на 20%, збільшити кількість інформації по клієнтській базі до 60% і отримати на чверть більше активних лояльних клієнтів.
- 2017 — успішно завершилося впровадження XRM® Loyalty в мережі магазинів техніки MOYO. Примітною особливістю стало використання механік купонінгу та гейміфікації, які стимулювали збільшення частоти покупок, суми середнього чеку і кількості позицій на один чек. Також була проведена глибока сегментація клієнтів, яка дозволила перетворити email-розсилки з банального спаму в потужний інструмент для доставки індивідуальних пропозицій кожному покупцеві - з урахуванням його інтересів і минулих покупок.
- 2017 — Виконано масштабну діагностику бізнес-процесів Ameriabank (Вірменія) з подальшим впровадженням системи XRM® Banking® для підвищення показників якості та надійності обслуговування клієнтів.
- 2019 — Компанія отримує нагороду «ISV-партнер року серед рішень по автоматизації управління відносинами з клієнтами»[6] від Microsoft. Реалізовано проекти з впровадження та підтримки CRM-систем в компаніях AVON, Tarantino Family, Ameria Bank. Співпраця з Hyundai Motors Ukraine і Київенерго.
- 2020 — Проведено успішний демо-запуск рішення XRM® Contact Center для одного з найбільших контактних центрів України.

## Основні проєкти
Компанія має репутацію надійного постачальника IT-рішень (XRM® – систем) у 6 країнах світу. За час існування компанії вже реалізовано понад 3000 проєктів, серед яких найгучнішими були:
1. 2011 — Call-центр на платформі Microsoft Dynamics™ CRM для Державного ощадного банку України[8][9]. Реалізація проєкту дозволила створити схему виплат депозитів вкладникам проблемних банків «Родовід» та «Укрпромбанк» через Ощадний банк України. У результаті — вже за перші 24 дні функціонування системи обслуговування було надано 117 тис. клієнтів, не враховуючи 30 тис. вкладників, які скористалися функцією самообслуговування через вебпортал банку. Завдяки впровадженому рішенню оператори call-центру змогли формувати не конфліктуючі графіки роботи 1750 операціоністів Ощадбанку, які приймали кожного клієнта окремо в конкретно призначений час в одному із 450 відділень банку. Це дозволило уникнути великих черг, скандалів та інших непорозумінь під час виплат.
2. 2009 — Проєкт XRM® Stadium, розроблений на платформі Microsoft Dynamics™ CRM, реалізований компанією для найбільшого стадіону Європи Донбас Арена[10].
3. Упровадження системи Microsoft Dynamics™ CRM в групі компаній «АІС»[11]
4. Постачання комп'ютерної техніки та послуги з IT-консалтингу для телевізійної компанії ТОВ ТРК «Студия 1+1»[12].
5. Реалізація рішення XRM® Banking® в рамках розвитку ForteBank (Казахстан).[13]
6. Впровадження XRM® Loyalty в мережі магазинів техніки MOYO.[14]
7. Запуск XRM® Loyalty в Київському ЦУМі.[15]

## Ключові особи
- Андрій Безгубенко — президент компанії, генеральний конструктор XRM®.

## Відзнаки
- Статус «Золотий партнер Microsoft».[16]
- Рішення XRM® Insurance для страхового бізнесу, розроблене на платформі Microsoft Dynamics™ CRM, було визнано найкращим серед 2000 рішень партнерів Microsoft в усьому світі, й увійшло до числа фіналістів номінації "Microsoft Dynamics Financial Services Partner, отримавши статус Finalist Partner of the Year 2009 Microsoft Dynamics Financial Services".
- За підсумками 2009 компанія зайняла 10 місце у рейтингу ІТ-компаній України, який складається журналом «Гвардія».[17]
- У 2011 році на щорічній церемонії нагородження премій Microsoft Partner Program Awards компанія «Е-Консалтинг» перемогла в номінаціях «Партнер року» у зв'язку з просуванням управлінських рішень у державному секторі, а також «Партнер року» за показниками об’ємів продажу ліцензій Microsoft Dynamics CRM.[4]
- Переможець I Міжнародного конкурсу «Лідер по впровадженню інноваційних технологій та рішень для сучасного бізнесу — 2013» у номінації «Лідер в проектуванні контакт-центрів і CRM-систем для банків». Організатором змагань виступили видавництво «КБС-Издат» та журнал «БанкирЪ».[5]
- Компанія у 2019 році отримала нагороду «ISV-партнер року в рішеннях по автоматизації управління відносинами з клієнтами»[6] від Microsoft.

## Розташування
- Україна, Київ — головний офіс.[18][19]